# Dynasty Cup 1992
La Dynasty Cup 1992 (1992 Dynasty Cup) fu la seconda edizione della Dynasty Cup, competizione calcistica per nazione organizzata dalla EAFF. La competizione si svolse in Cina dal 22 agosto al 29 agosto 1992 e vide la partecipazione di quattro squadre: Cina, Corea del Nord, Corea del Sud, Giappone.

## Formula
- Qualificazioni

Nessuna fase di qualificazione. Le squadre sono qualificate direttamente alla fase finale.
- Fase finale

Girone unico - 4 squadre: giocano partite di sola andata. La prima e la seconda classificata si qualificano per la finale per il 1º posto; la vincente si laurea campione della Dynasty Cup.

## Squadre partecipanti
| Pr. | Squadra        | Data di qualificazione certa | Partecipante in quanto                                         | Partecipazioni precedenti al torneo | Ultima presenza |
| --- | -------------- | ---------------------------- | -------------------------------------------------------------- | ----------------------------------- | --------------- |
| 1   | Cina           | -                            | Rappresentativa della nazione organizzatrice della fase finale | 1 (1990)                            | Cina 1990       |
| 2   | Corea del Nord | -                            | Qualificata di diritto                                         | 1 (1990)                            | Cina 1990       |
| 3   | Corea del Sud  | -                            | Qualificata di diritto                                         | 1 (1990)                            | Cina 1990       |
| 4   | Giappone       | -                            | Qualificata di diritto                                         | 1 (1990)                            | Cina 1990       |

Nella sezione "partecipazioni precedenti al torneo", le date in grassetto indicano che la nazione ha vinto quella edizione del torneo, mentre le date in corsivo indicano la nazione ospitante.

## Fase finale

### Girone unico

#### Classifica
| Pos | Squadra        | P.ti | G | V | N | P | GF | GS | DR |
| --- | -------------- | ---- | - | - | - | - | -- | -- | -- |
| 1   | Giappone       | 5    | 3 | 2 | 1 | 0 | 6  | 1  | +5 |
| 2   | Corea del Sud  | 4    | 3 | 2 | 0 | 1 | 3  | 1  | +2 |
| 3   | Corea del Nord | 2    | 3 | 1 | 0 | 2 | 4  | 7  | -3 |
| 4   | Cina           | 1    | 3 | 0 | 1 | 2 | 2  | 6  | -4 |

#### Risultati
| 22 agosto 1992 | Corea del Sud | 0 – 0 | Giappone | (50000 spett.)\| Arbitro: \| Watti \| |
| Arbitro:       | Watti         |       |          |                                       |

| Arbitro: | Nazri Abdullah |

|                     |           |                           |
| Hong 65’ Hongbo 89’ | Marcatori | 41’ Won-nam 75’ Jong-song |

| Arbitro: | Un-prasert |

|  |           |                       |
|  | Marcatori | 38’ Fukuda 82’ Takagi |

| Arbitro: | Watti |

|              |           |              |
| Myung-bo 22’ | Marcatori | 89’ Yong-son |

| Arbitro: | Chan Yam Ming |

|               |           |                                      |
| Jong-song 13’ | Marcatori | 33’ Fukuda 35’, 46’ Takagi 74’ Miura |

| Arbitro: | Mohamed Al-Majid |

|  |           |                            |
|  | Marcatori | 19’ Hyun-yong 73’ Jae-kwon |

### Finale per il 1º posto
| Arbitro: | Un-prasert |

|                                  |                      |                                         |
| Nakayama 83’ Takagi 96’          | Marcatori            | 32’ Jae-kwon 97’ Jung-hyuk              |
| Hashiratani Ihara Miura Kitazawa | Tiri di rigore 4 – 2 | Jung-hyuk Sang-yoon Kang-hee Jeong-woon |